# 鹿児島北インターチェンジ
鹿児島北インターチェンジ（かごしまきたインターチェンジ）は、鹿児島県鹿児島市伊敷六丁目にある九州自動車道のインターチェンジである。

## 概要
供用当初は熊本・宮崎方面の出入口のみのハーフICであったが、1994年に鹿児島IC方面の出入口が追設された。そのため、上り線の出入口は国道3号沿いに設置されているのに対し、下り線の出入口は上り線の出入口から国道と県道18号の全線を通る必要があり、出入口同士が離れている。熊本・宮崎方面の料金収受は鹿児島TBで行うため、当該方面の出入口には料金所が設置されていない。
鹿児島市北西部に設置されており、国道3号に出て下伊敷を経由し天文館・鹿児島中央駅などの鹿児島市街地、また桜島フェリー等の発着する鹿児島本港へ連絡している。国道3号は深夜を除き交通量は多いが、現状では市街地へ行けるルートである。近くには伊敷ニュータウンと伊敷団地（西伊敷）がある。
本線上にバス停留所（伊敷バスストップ）が併設されている。

## 道路
- E3 九州自動車道（28番）

## 接続する道路
熊本・宮崎方面出入口
- 国道3号

鹿児島IC方面出入口
- 鹿児島県道18号鹿児島北インター線 → 国道3号

## 料金所（鹿児島IC方面出入口）

### 入口
- ブース数:2
  - ETC専用:1
  - 自動精算機:1

### 出口
- ブース数:2
  - ETC専用:1
  - 自動精算機:1

## 周辺
- 鹿児島市役所伊敷支所
- 鹿児島市立伊敷小学校
- ヤマト運輸鹿児島伊敷営業所[2]

## 伊敷バスストップ
伊敷バスストップ（いしきバスストップ）は、鹿児島県鹿児島市にある九州自動車道（東九州自動車道との重複区間）の鹿児島北インターチェンジの本線上に併設されたバス停留所である。

### 停車するバス
| 路線愛称           | 運行会社                                                     | 下り線側方面                               | 上り線側方面 |
| ------------------ | ------------------------------------------------------------ | ------------------------------------------ | ------------ |
| 桜島号             | 西日本鉄道 鹿児島交通 南国交通 鹿児島交通観光バス JR九州バス | 福岡（天神高速BT・博多BT） ※各停便のみ停車 | （降車のみ） |
| 鹿児島空港リムジン | 鹿児島交通                                                   | 鹿児島空港                                 | （降車のみ） |

## 隣
E3 九州自動車道
(27)薩摩吉田IC - 鹿児島本線料金所 - (28)鹿児島北IC - (29)鹿児島IC